# Вышка (фильм, 2014)
«Вышка» (англ. Fall) — канадский драматический фильм 2014 года.

## Сюжет
Фильм повествует о мирской жизни отца Сэма, который заботится о своём маленьком приходе вблизи Ниагарского водопада. Кажется, он просто следует по течению своей жизни.
Жизнь Сэма резко меняется, когда он получает письмо от Кристофера — человека, находящемся на смертном одре, и которого он сам наставлял 40 лет назад.
Это заставляет Сэма отправиться в путешествие по Северному Онтарио, где он навещает свою мать и сестру, а потом сталкивается с Кэтрин — вдовой Кристофера. Она с горечью обвиняет его в сексуальном насилии над её покойным мужем. Сэм отрицает обвинение, но даже он сам не помнит, что произошло 40 лет назад той ночью.

## В ролях
- Майкл Мёрфи — Сэм
- Венди Крюсон — Шейла
- Сюзанн  Клеман — Кэтрин
- Кэти Боланд — Челси
- Линда Кэш — Марси
- Джоэл Биссонетт — Майкл

## Критика
Обзоры фильма неоднозначны. На Rotten Tomatoes фильм имеет всего 5 критических отзывов. В своих комментариях некоторые критики рассматривают фильм как «тихо завораживающий и эффективный». Другие утверждают, что «тихо точная игра Мерфи в конечном итоге не может преодолеть холодную серьезность фильма и неудовлетворительный финал». Аналогичным образом The Hollywood Reporter заявляет: «Итог: ветеран характерных актеров Майкл Мерфи демонстрирует тихо завораживающую игру в этой раздражающе статичной драме». Однако Джо Лейдон из Variety написал, что фильм отличает «общая атмосфера суровой, доведенной до минимума эмоциональной и эстетической грубости, которой мог бы гордиться Робер Брессон».

## Награды
Фильм получил пять номинаций на премию Canadian Screen Award на 3-й церемонии вручения премии, включая категории: «Лучший фильм», «Лучший актёр» (Мёрфи), «Лучшая работа художника-постановщика» (Уильям Лейтон), «Лучшая операторская работа» (Норайр Каспер) и «Лучший звукомонтаж» (Элма Белло).
В 2015 году Одетт был номинирован на премию Гильдии режиссёров Канады DGC за лучшую режиссуру в художественном фильме.